# Apocephalus sagittarius
Apocephalus sagittarius är en tvåvingeart som beskrevs av Borgmeier 1971. Apocephalus sagittarius ingår i släktet Apocephalus och familjen puckelflugor. Inga underarter finns listade i Catalogue of Life.